# المراكز الثقافية الإسلامية
المراكز الثقافية الإسلامية، ويقصد بها المراكز التي أسستها حكومة المملكة العربية السعودية في دول مختلفة.

## هدف الإنشاء
هدفت المملكة العربية السعودية من إنشاء المراكز الثقافية إلى التعريف بالإسلام تعريفًا صحيحًا إلى جانب خدمة ودعم جميع المسلمين في كل بقاع الأرض، وذلك انطلاقًا من رسالة المملكة ودورها في خدمة الإسلام والمسلمين، فأفمات لهم المساجد والمراكز الإسلامية والثقافية ودور العلم والمؤسسات العلمية والدعوية، والاجتماعية والصحية تحقيقًا لمبادئ التكافل الاجتماعي الإسلامية، وقد بلغ عدد المراكز الإسلامية التي شيدتها الحكومة السعودية ما يقارب (210) مركزًا في مختلف أنحاء العالم. أما المساجد فوصل عددها إلى (1500) مسجد، يضاف إلى ذلك المدارس المصاحبة لتلك المراكز والمساجد بهدف تعليم أبناء المسلمين. وقد غطت العديد من الدول في عدد من القارات.

## المراكز الإسلامية
- المركز الإسلامي في أبوجا بنيجيريا.
- مركز ومسجد الملك فيصل بغينيا كوناكري.
- مركز الملك فيصل في جزر المالديف.
- المركز الإسلامي في طوكيو باليابان.
- المركز الإسلامي الإندونيسي.
- المركز الإسلامي في جنيف.
- المركز الإسلامي في مدريد بأسبانيا.
- المركز الإسلامي في روما.
- المركز الإسلامي في أدنبرة.
- المركز الإسلامي في واشنطن.
- المركز الإسلامي في نيويورك.
- المركز الإسلامي الثقافي في هاريسون بنيويورك.
- المركز الإسلامي الثقافي في شيكاغو.
- المركز الإسلامي في لوس أنجلوس جنوب كاليفورنيا.
- المركز الإسلامي بمدينة تور نتو.
- المركز الإسلامي في مدينة كيوبك.
- المركز الإسلامي في برازيليا.
- المركز الإسلامي في بيونس آيرس.[2]

## المساجد
- جامع الملك عبد العزيز في تونس.
- مسجد الملك فيصل في نجامينا بتشاد.
- مسجد باماكو بمالي.
- جامع يازندي الكبير في الكاميرون.
- مساجد الصين الشعبية.
- مسجد خادم الحرمين الشريفين في جبل طارق.
- مسجد عمر بن الخطاب في لوس أنجلوس.
- مسجد أوتاتوا.
- مسجد كلجري.[3]

## وصلات خارجية
- المراكز الإسلامية
- المملكة تتوسع في تأسيس المراكز الإسلامية في العواصم الأوروبية